# Jeffrey Katzenberg
Jeffrey Katzenberg (/ˈkætsənbɜːrɡ/; sinh ngày 21 tháng 12 năm 1950) là một nam nhà sản xuất điện ảnh kiêm trùm truyền thông người Mỹ. Ông trở nên nổi tiếng nhờ nhiệm kì làm chủ tịch của Walt Disney Studios từ năm 1984 đến 1994, giúp công ty hồi sinh các xưởng phim chi nhánh người đóng và hoạt hình, cũng như sản xuất một số bộ phim bom tấn như Nàng tiên cá (1989), Người đẹp và quái vật (1991), Aladdin (1992) và Vua sư tử (1994). Sau khi rời Disney, ông là nhà đồng sáng lập kiêm CEO của DreamWorks Animation; tại đây ông đã giám sát sản xuất của những nhượng quyền hoạt hình như Shrek, Madagascar, Kung Fu Panda, Monsters vs. Aliens và How to Train Your Dragon. 
Ông còn thành lập một công ty công nghệ và truyền thông mới mang tên WndrCo. Katzenberg từng tham gia nhiều vào chính trị. Với sự hỗ trợ của ông cho Hillary Clinton và Barack Obama, ông được gọi là "một trong những nhà vận động chính trị hàng đầu ở Hollywood và một trong những nhà gây quỹ hàng đầu quốc gia cho Đảng Dân chủ.